# Il leone africano
Il leone africano (The African Lion) è un documentario del 1955 diretto da James Algar, terzo lungometraggio della serie La natura e le sue meraviglie prodotta dalla Walt Disney Productions.
Nel 1956 ha vinto l'Orso d'argento nella sezione documentari e la Grande targa d'argento del pubblico alla 6ª edizione del Festival di Berlino.

## Trama
Filmato nell'arco di tre anni in Uganda e nella pianura del Serengeti, tra Kenya e Tanzania, il documentario segue la vita di un gruppo di leoni nella complessità dell'ecosistema africano, dalla nascita dei cuccioli agli sforzi della leonessa per procurarsi il cibo, oltre a ritrarre le attività di altri animali come ghepardi, sciacalli, iene, rinoceronti e avvoltoi.

## Distribuzione
Il documentario è stato proiettato per la prima volta negli Stati Uniti il 14 settembre 1955, preceduto dal cortometraggio animato del 1946 Pierino e il lupo.
Nel 2006 è stato distribuito in DVD, con gli altri documentari della serie La natura e le sue meraviglie, come parte della Walt Disney Legacy Collection.

### Date di uscita
- USA (The African Lion) - 14 settembre 1955
- Germania Ovest (Geheimnisse der Steppe) - 17 agosto 1956
- Francia (Lions d'Afrique) - 31 agosto 1956
- Austria (Geheimnisse der Steppe) - Settembre 1956
- Svezia (Afrikas lejon) - 20 settembre 1956
- Finlandia (Villi Afrikka) - 23 novembre 1956

- Danimarca - 26 novembre 1956
- Italia (Il leone africano) - 7 febbraio 1957
- Portogallo (O Leão Africano) - 23 aprile 1957
- Uruguay - 17 giugno 1957
- Giappone - 15 gennaio 1958
- Ungheria (Afrikai képeskönyv) - 8 febbraio 1962

## Critica
Nella sua recensione sul New York Times, il critico Bosley Crowther elogiò la regia di James Algar, la fotografia di Alfred e Elma Milotte e la colonna sonora di Paul Smith, giudicando il documentario «altrettanto vivido, informativo ed eccitante di un safari» e «il più puro tra i film naturalistici di Disney».
Sulla rivista Variety, al contrario, Il leone africano fu ritenuto un buon documentario ma privo di originalità e delle "qualità affascinanti" che avevano fino ad allora caratterizzato la serie iniziata nel 1948 con L'isola delle foche.

## Riconoscimenti
1955 - National Board of Review of Motion Pictures
NBR Top Ten Films
1956 - Festival internazionale del cinema di Berlino
Orso d'argento (documentari)
Grande targa d'argento (documentari)